# Deutsche Kolonialgesellschaft für Südwestafrika
Die Deutsche Kolonialgesellschaft für Südwestafrika (DKGSWA) war eine Handels- und Verwaltungsgesellschaft im damaligen Deutsch-Südwestafrika, dem heutigen Namibia. 
Die DKGSWA übernahm am 3. April 1885 das von Adolf Lüderitz erworbene Lüderitzland und ihre Verbindlichkeiten und Rechte, darunter vor allem auch die Bergbaurechte.

## Geschichte

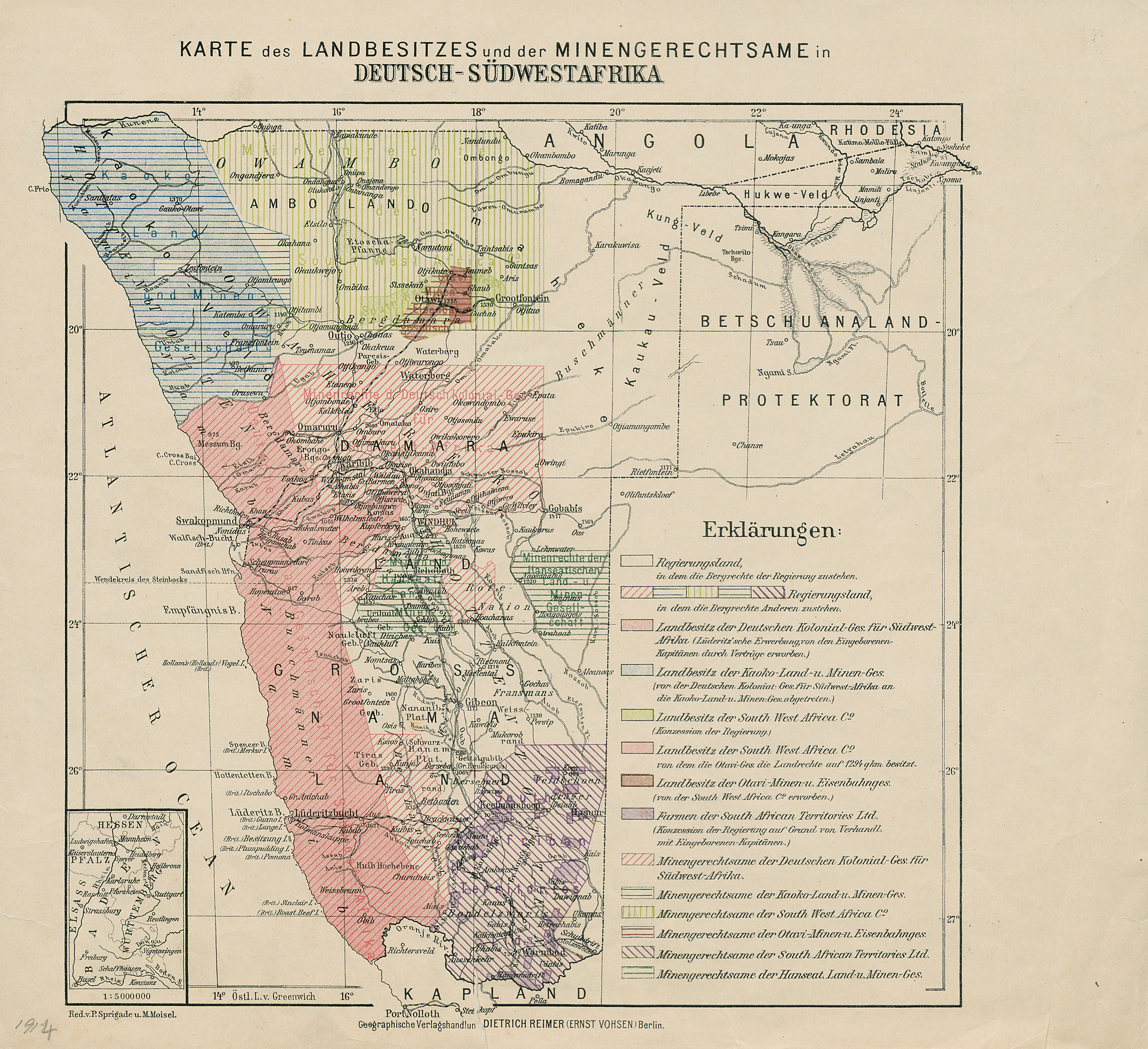
Landbesitz und Minenrechte der DKGSWA 1914 (rote Schraffuren)

Die Gesellschaft wurde am 1. Februar 1885 von den Bankiers Gerson von Bleichröder und Adolph von Hansemann, dem Industriellen Guido Henckel von Donnersmarck und dem Politiker Johannes von Miquel initiiert. Weiterhin war Friedrich Hammacher an der Gründung der Organisation beteiligt.
Die DKGSWA wurde formell am 30. April 1885 in Lüderitz gegründet. Heinrich Ernst Göring, aus Deutschland gesandt, war der erste Vorsitzende der Gesellschaft.
Reichskanzler Otto von Bismarck hegte anfangs die Absicht, die Schutzgebiete vollständig durch Kolonialgesellschaften verwalten zu lassen. Die DKGSWA zeigte sich aber nicht gewillt oder war nicht in der Lage, diese Aufgabe für Deutsch-Südwestafrika zu übernehmen. Der Gesellschaft wurden daher keine staatlichen Verwaltungsbefugnisse verliehen, sondern nur wirtschaftliche Privilegien zuteil.